# Sanford Stadium
Il Sanford Stadium è lo stadio per il football americano dell'Università della Georgia. Situato ad Athens, ospita le gare interne dei Georgia Bulldogs, squadra del circuito NCAA.
Con i suoi 92.746 posti, il Sanford Stadium è il quinto più grande impianto appartenente ad un'università. Negli anni ha subito diversi ampliamenti, che ne hanno fatto aumentare il numero di posti a sedere da 30.000 agli attuali. Dal 1929, anno dell'apertura, sono sorte intorno al campo numerosissime tribune: a causa di ciò si è soliti dire che le partite vengono giocate "Between the Hedges" ("tra le tribune").
Lo stadio è ricordato anche per aver ospitato le otto partite decisive del Torneo di calcio delle Olimpiadi di Atlanta 1996 (le semifinali, la finale per il 3º posto e la finale per il 1º posto, sia maschili che femminili). Le squadre vincitrici furono la Nigeria tra gli uomini e le padroni di casa degli Stati Uniti tra le donne, passando alla storia per il primo oro olimpico di una nazionale africana nel torneo calcistico la Nigeria che sconfisse l'Argentina per 3-2 il 3 agosto 1996, dopo che in precedenza i nigeriani avevano eliminato in semifinale il Brasile con un golden gol di Kanu all'inizio dei tempi supplementari.